# Dagny Lüdemann

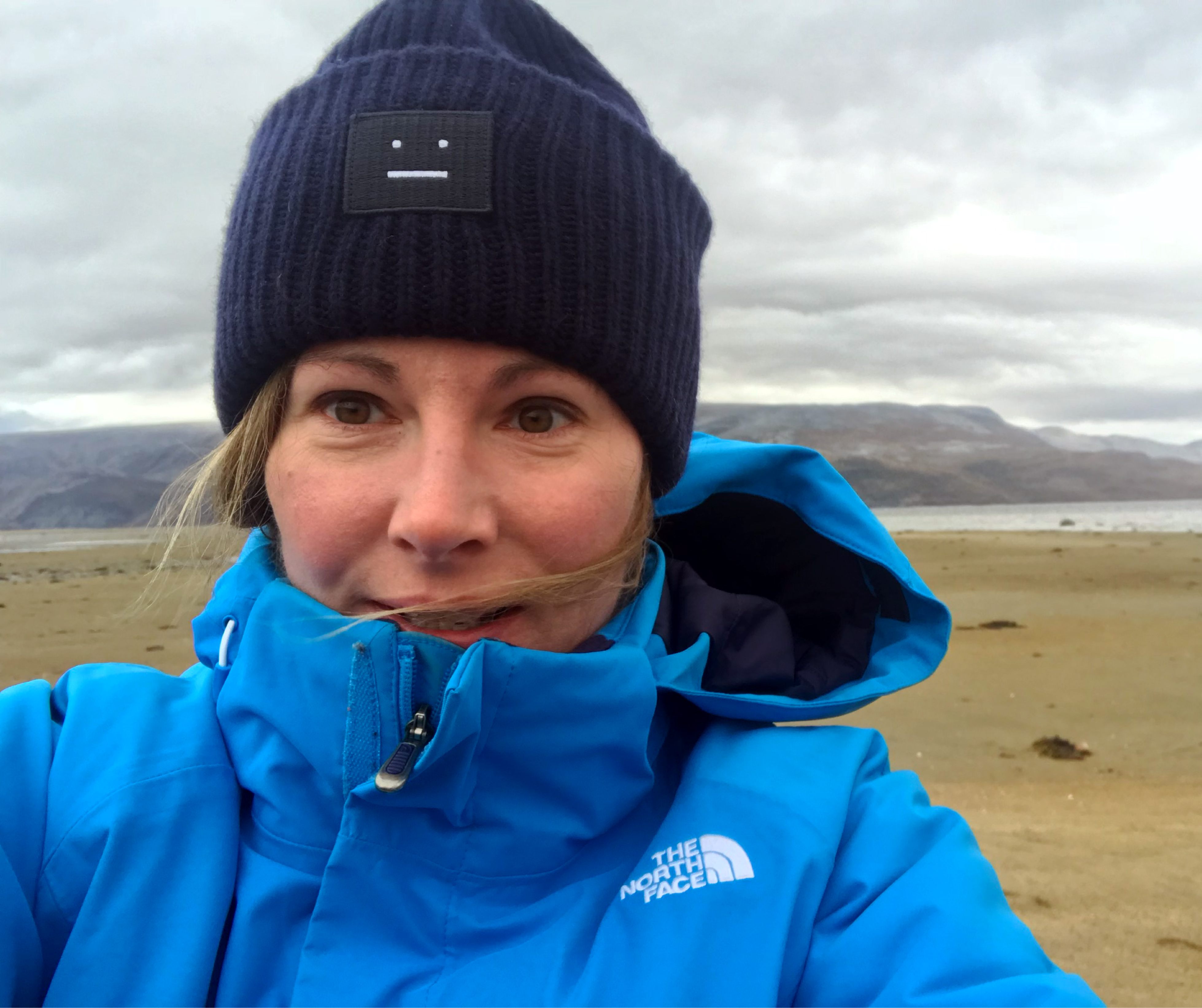
Dagny Lüdemann 2018 in Norwegen

Dagny Lüdemann (* in Hamburg) ist eine deutsche Wissenschaftsjournalistin, Biologin und Chefreporterin Wissen für Die Zeit.
Sie schreibt und verantwortet Beiträge insbesondere aus den Bereichen Naturschutz, Zoologie, Artenschutz, Ökologie, Infektionsbiologie und Gesundheit.

## Leben
Lüdemann studierte Biologie und Französisch an der Universität Hamburg sowie Moderne Französische Literaturwissenschaft (Lettres Modernes) an der Université Paul Valéry in Montpellier, Frankreich. Während des Studiums arbeitete Lüdemann unter anderem als Online-Redakteurin für Medizin und Gesundheitsthemen bei der Hamburger Agentur für Internetkommunikation GiveMe5.
Nach dem Magisterabschluss, einem Sprachaufenthalt im spanischen Granada sowie Redaktionspraktika bei Spektrum der Wissenschaft, dem Tagesspiegel und dem P.M.-Magazin, schrieb sie als freie Autorin unter anderem für die Magazine GEO und Astronomie heute sowie für das Online-Portal spektrumdirekt.de. Von 2005 bis 2007 absolvierte sie ein Volontariat beim Tagesspiegel in Berlin, wo sie anschließend als Wissenschaftsjournalistin arbeitete und die Gesundheitsseite der Zeitung verantwortete. 2008 wechselte sie von der Tageszeitung zu Zeit Online und baute als Redakteurin das dortige Wissenschaftsressort aus. Von 2011 bis 2021 leitete sie die Zeit-Online-Ressortgruppe Wissen/Digital/Zeit Campus und bildete neun Absolventen des Studiengangs Wissenschaftsjournalismus der Universität Dortmund als Volontäre zu Wissenschaftsredakteuren aus. Seit 2021 ist sie Chefreporterin Wissen.
Die Journalistin lebt in Berlin und Hamburg, ist Sporttaucherin und setzt sich privat für den Meeresschutz ein. 2015 arbeitete sie während eines Sabbaticals für drei Monate als Freiwillige für die NGO Seaturtle Conservation Bonaire (STCB) auf den Niederländischen Antillen.

## Preise und Auszeichnungen
2015 wurde Lüdemann für das Multimedia-Dossier „Wer darf Leben?“ mit ihrem Team – darunter die Wissenschaftsjournalisten Sven Stockrahm und Alina Schadwinkel – für einen Grimme Online Award nominiert sowie mit einem Lead Award ausgezeichnet. Das Dossier, das in Leichte Sprache übersetzt wurde, beschreibt Chancen und Risiken der modernen Pränataldiagnostik und deren Folgen für Menschen mit chromosomalen Besonderheiten, etwa dem Down-Syndrom.
2017 wurde sie mit dem Universitas-Preis für Wissenschaftsjournalismus ausgezeichnet. Die Hanns-Martin-Schleyer-Stiftung ehrt damit ihr langjähriges Wirken als Brückenbauerin zwischen Wissenschaft und Gesellschaft. Ihrem Engagement sei es zu verdanken, dass „wissenschaftliche Themen insbesondere bei der jüngeren Generation verstärkt wahrgenommen und reflektiert werden“, schreibt die Stiftung in ihrer Begründung.
2021 gewann Lüdemann für ihre Reportage „Wo Fledermäuse schlafen“ den Journalistenpreis „Wildtier und Umwelt“ des Deutschen Jagdverbandes in der Kategorie „Online“. Für 2021 wurde sie vom Medium Magazin unter Deutschlands 10 beste Wissenschaftjournalisten gewählt.
2023 wurde ihr Artikel "Fischsterben in der Oder: Fischen nach Überlebenden" für den Deutsch-Polnischen Journalistenpreis nominiert und die Journalistin wurde für den Georg von Holtzbrinck Preis für Wissenschaftsjournalismus nominiert. Im Jahr 2024 wurde der Artikel "Warum stoppt niemand das Sterben?" ebenfalls über die Oder für den Deutsch-Polnischen Journalistenpreis nominiert.

## Mitgliedschaften
Lüdemann ist Mitglied der Wissenschaftspressekonferenz (WPK) und war von 2011 bis 2015 dort im Vorstand. Sie sitzt seit 2013 in der Hauptjury des Deutsch-Französischen Journalistenpreises sowie seit 2014 in der des Memento-Preises für vernachlässigte Krankheiten. Von 2018 bis 2020 war sie Teil der NaturVision-Filmfestivaljury. 2021 war die Chefreporterin Mitglied der Preisjury für das internationale Naturfilmfestival Green Screen und der Nominierungsjury des Deutschen Naturfilmpreises. 2022 war sie Mitglied der Jury des Meeresfilmfestivals CineMare in Kiel. Seit 2025 ist sie Jurorin des Europäischen Wildlife-Film-Wettbewerb.